# Aphaenogaster striativentris
Aphaenogaster striativentris é uma espécie de inseto do gênero Aphaenogaster, pertencente à família Formicidae.